# IC 1317
IC 1317 — галактика типу E (еліптична галактика) у сузір'ї Орел.
Цей об'єкт міститься в оригінальній редакції індексного каталогу.